# Öykü Çelik
Öykü Çelik (* 13. Juli 1987 in Istanbul) ist eine türkische Schauspielerin.

## Leben und Karriere
Çelik wurde am 13. Juli 1987 in Istanbul geboren. Sie studierte an der Bilkent-Universität. Ihr Debüt gab sie 2006 in der Fernsehserie Selena. Danach trat sie in den Serien Bir Zamanlar Osmanlı: Kıyam und Poyraz Karayel auf. 2014 heiratete Çelik Mjrat Çakan in Bursa. 2015 ließ sich das Paar scheiden. Außerdem spielte sie 2019 in Diriliş: Ertuğrul mit. 2021 bekam sie eine Rolle in Benim Hayatım. Unter anderem spielte sie 2022 in dem Film İşin Aslı mit.

## Filmografie
Filme
- 2008: Cin Geçidi
- 2009: Kanımdaki Barut
- 2010: Mahpeyker Kösem Sultan
- 2013: Romantik Komedi 2: Bekarlığa Veda
- 2019: Kapan
- 2021: Hababam Sinifi Yaz Oyunlari
- 2022: İşin Aslı

Serien
- 2006: Selena
- 2008: Akasya Durağı
- 2009: Kasaba
- 2010: Gönülçelen
- 2011: Nuri
- 2012: Bir Zamanlar Osmanlı: Kıyam
- 2012: Benim İçin Üzülme
- 2014: Ağlatan Dans
- 2014: Yeşil Deniz
- 2015: Poyraz Karayel
- 2015: Darbe
- 2016: Hayat Sevince Güzel
- 2017: Savaşçı
- 2018–2019: Diriliş: Ertuğrul
- 2020: Şeref Sözü
- 2021: Benim Hayatim